# Каныбек уулу, Онолбек
Онолбе́к Каныбе́к уулу́ (род. 17 августа 1991, Оттук, Иссык-Кульская область) — киргизский волейболист, доигровщик. 

## Биография
Онолбек Каныбек уулу родился 17 августа 1991 года в селе Оттук Тонского района Иссык-Кульской области.
Играл в волейбол за таиландский «Эйр Форс» из Бангкока в сезоне-2017/2018, в его составе завоевал серебро чемпионата страны и был признан лучшим игроком Суперлиги. Затем выступал за киргизский «Жаны-Муун» из Бишкека.
В 2018 году вошёл в состав сборной Кыргызстана по волейболу на летних Азиатских играх в Индонезии, занявшей 16-е место. Играл на позиции доигровщика, провёл 4 матча, набрал 58 очков (21 — в матче со сборной Казахстана, 13 — с Вьетнамом, по 12 — с Саудовской Аравией и Индонезией). Был капитаном команды и знаменосцем сборной Кыргызстана на церемонии открытия Азиады.
В 2019 году в составе сборной Кыргызстана выиграл зональный этап чемпионата Азии в Катманду и был признан его лучшим волейболистом.
Мастер спорта Кыргызстана.
По профессии врач-травматолог.